# Randia pseudozosterops
Randia pseudozosterops là một loài chim trong họ Bernieridae.